# 郑源
郑源（1982年11月2日—），原名郑振源，中国大陆流行音乐男创作歌手，代表作有《一万个理由》、《爱情码头》和《不要在我寂寞的时候说爱我》。

## 经历
郑源出生于广东省阳江市。1998年出道。2003年签约广东孔雀唱片。2004年底，推出了首张个人专辑《真的用心良苦》，凭借其中的《一万个理由》一举成名。2005年，获中央电视台《中国音乐电视》“2005年十大新人”。
郑源精通高胡、钢琴、吉他、爵士鼓等多样乐器，是集词曲创作、编曲录音、音乐制作于一身的全能型艺人。声线极具特色，开创了其独特的“源氏情歌”，成为当代华语流行情歌界颇有代表性的人物。曾获国家金号奖“全国最受欢迎男歌手”等多项音乐大奖。媒体报道中，称他为“情歌王子”、“亚洲新情歌王子”、“实力唱作人”。
2012年时，担任北京戏曲艺术职业学院客座教授。
2017年5月，郑源担任广东省青联第十一届副主席。

## 音乐作品
- 《寒江雪》
- 《包容》
- 《爱情码头》
- 《一万个理由》（成名曲）
- 《我不后悔》（翻唱，原唱林志颖）
- 《怎么会狠心伤害我》
- 《为什么相爱的人不能在一起》
- 《难道爱一个人有错吗》
- 《不要在我寂寞的时候说爱我》
- 《当我孤独的时候还可以抱着你》
- 《我不恨你》
- 《红尘情歌》

## 专辑列表
- 2005年1月5日 《真的用心良苦》
- 2005年5月1日 《我最火》
- 2006年1月18日 《有情人终成眷属》
- 2006年11月10日 《爱过的人》
- 2008年1月23日 《源·情歌》
- 2008年7月9日 《擦肩而过》
- 2010年7月29日 《包容》
- 2012年6月20日 《梦中情人》
- 2013年8月27日 《兄弟一条心》
- 2014年6月24日《入戏太深》
- 2016年1月14日《我和世界只差一个你》
- 2019年《梦海》
- 2022年《幸福停在哪里》